# Claoxylon anomalum
Claoxylon anomalum là một loài thực vật có hoa trong họ Đại kích. Loài này được Hook.f. mô tả khoa học đầu tiên năm 1887.